# Tiszteletbeli konzul
A tiszteletbeli konzul (hagyományos latin kifejezéssel consules electi) a nemzetközi kapcsolatok egyik szereplője. Általában a saját állampolgárságának vagy állandó lakhelyének megfelelő államban („fogadó állam”), annak hivatalos egyetértésével tevékenykedik egy másik állam („küldő állam”) érdekében, utóbbi állampolgárai és/vagy kereskedelmi érdekei támogatására. Felkérésének alapja általában személyes tekintélye, gyakran vagyona, és bizonyos kötődése a küldő államhoz. Tevékenységéért anyagi juttatásban általában nem részesül. Nem alkalmazottja a „küldő” államnak, hanem azzal általában szerződéses viszonyban áll. Rendszerint tekintélyesebb vállalkozók, ügyvédek vállalnak tiszteletbeli konzuli megbízatást, mert saját foglalkozásuk gyakorlásához vagy egyébként előnyösnek tartják ezt a funkciót. A konzuli tisztséggel járó cím és rang, a küldő állam zászlajának és címerének használata joga presztízzsel, erkölcsi és anyagi előnyökkel járhat.
Mivel a fogadó ország állampolgára, mentességei és kiváltságai szerényebbek a hivatásos konzulokénál, különösen a diplomata jogállású kiküldötteknél, és csak a szorosan ebben a minőségében végzett tevékenységéhez kötődnek.
Jogállását az 1963-ban elfogadott „Bécsi szerződés a konzuli kapcsolatokról” III. fejezete, (Magyarországon az 1987. évi 13. törvényerejű rendelet hirdette ki), valamint Magyarország esetében a 2/1995. (III. 24.) KüM rendelet szabályozza.

## Magyarországi történelme
Az 1918. évi 5. sz. néptörvény már szólt a „valóságos” konzuli hivatalok mellett a „tiszteletbeli” konzuli hivatalokról. 1922-ben a tiszteletbeli konzulokról miniszteri rendelet (2963/1. b. -1922, Külügyi Közlöny, 1922. február 28.) jelent meg. Eszerint:

„A tiszteletbeli konzuli tisztség betöltésére mindig oly személveket kell igyekezni megnyerni, akik a társadalmi és üzleti világban már megfelelő pozícióval és befolyással bírnak, akiknek a részünkre való megnyerése tehát reánk nézve már eleve bizonyos előnyöket biztosít... E tisztségek betöltésére elsősorban kereskedők hozandók javaslatba ... E tisztségek betöltésére elsősorban - amennyiben a fenti feltételeknek megfelelnek – az illető városban letelepedett magyar állampolgárok választandók ki...”

Magyarország 1945 és 1990 között – a többi szocialista országhoz hasonlóan – nem alkalmazott és nem fogadott tiszteletbeli konzulokat. A rendszerváltás után azonban hazánk is felélesztette ezt a gyakorlatot.